# مالكوم روس (قائد منطاد)
مالكوم روس (بالإنجليزية: Malcolm Ross)‏ هو ضابط أمريكي، ولد في 15 أكتوبر 1919 في مومنسي في الولايات المتحدة، وتوفي في 8 أكتوبر 1985 في برمنغهام في الولايات المتحدة.